# Plana (bergskedja)
Plana (bulgariska: Плана) är en bergskedja i Bulgarien.   Den ligger i regionen Sofijska oblast, i den västra delen av landet, 30 km söder om huvudstaden Sofia.
Trakten runt Plana består till största delen av jordbruksmark. Runt Plana är det ganska glesbefolkat, med 38 invånare per kvadratkilometer.